# Lee Sang-yi (ator)
Lee Sang-yi (hangul: 이상이; hanja: 李相二; rr: I Sang-i; MR: I Sang-i; 27 de novembro de 1991) é um ator e cantor sul-coreano. Ele é mais conhecido por seus papéis em Once Again (2020), Youth of May (2021), Hometown Cha-Cha-Cha (2021) e My Demon (2023). Como cantor, é mais conhecido por ser membro do grupo MSG Wannabe.

## Infância e educação
Lee Sang-yi nasceu em 1991 em Ansan, Gyeonggi-do. O interesse de Lee pela atuação surgiu quando ele participou de uma peça inglesa, "The Sound of Music", enquanto estudava na Jeongji Elementary School.
Quando Lee entrou na Wonil Middle School, seu pai sugeriu que ele frequentasse uma escola de atuação localizada perto da loja da família. Foi a primeira vez que ele aprendeu sapateado e atuação, resultandando na sua escalação para papéis coadjuvantes em sua escola de atuação.
Lee Sang-yi perseguiu sua paixão por atuar matriculando-se no Departamento de Teatro e Cinema da Anyang Arts High School. Em 2008, ainda durante o ensino médio, demonstrou seu talento na dança ao ganhar o primeiro lugar no concurso da J-Tune Company. Ele impressionou o público com sua interpretação da dança de Rain em "Rainism", que ele compartilhou em várias plataformas.
Ele aprimorou sua educação estudando no Departamento de Atuação da Universidade Nacional de Artes da Coreia, onde obteve o título de Bacharel em Artes.

## Carreira
Lee Sang-yi fez sua estreia profissional em 2014 com o musical Grease. Nos anos seguintes, ele apareceu em vários musicais, incluindo Runway Beat, Legendary Little Basketball Team, Bare: The Musical e Infinite Power. Por sua atuação como Jang Seon-je em Infinite Power, ele recebeu o prêmio de Melhor Ator Estreante no Yegreen Musical Award.
Lee passou cinco semanas ensaiando e aperfeiçoando suas habilidades de dança, junto com Park Ji-eun, para cobrir a coreografia do popular filme La La Land. Sua apresentação foi carregada no YouTube em março de 2017 e rapidamente ganhou grande atenção e popularidade. Em abril, Lee se apresentou no palco na peça Mad Kiss. Mais tarde, em 2017, ele fez sua primeira aparição na televisão quando se juntou ao elenco do drama Manhole e interpretou Oh Dal-soo. Em novembro do mesmo ano, ele apareceu na série Prison Playbook como Oh Dong-hwan.
Em 2018, Lee estrelou como coadjuvante no musical de comédia romântica To. Jenny, com Kim Sung-cheol e Jung Chae-yeon em papéis principais. Também no mesmo ano, ele foi escalado como Brown no musical Red Book.
Em 2019, Lee interpretou um vilão em Special Labor Inspector, e Yang Seung-yeop, um treinador de beisebol, em When the Camellia Blooms.
Em 2020, Lee estrelou o drama de fim de semana de 100 episódios, Once Again, onde interpretou Yoon Jae-seok, um dentista e irmão mais novo de um dos protagonistas do programa, Yoon Gyu-jin, interpretado por Lee Sang-yeob. A história de Lee com a personagem de Lee Cho-hee se tornou a favorita dos fãs, e seu casal na tela, conhecido como Casal Sadon, foram carinhosamente chamados de "cunhados do país". No final do ano, eles ganharam o Prêmio de Melhor Casal no KBS Drama Awards de 2020. Lee também ganhou o prêmio de Melhor Ator Revelação no mesmo evento. O sucesso do drama o ajudou a ganhar uma enorme popularidade.
Após um hiato de dois anos em musicais, Lee voltou a se apresentar no musical A Gentleman's Guide to Love and Murder. Ele desempenhou o papel de Monty Navarro, um homem que pretende se tornar um conde eliminando oito herdeiros da família Dysquith. A representação de Monty Navarro por Lee conquistou os corações do público com suas sólidas habilidades de atuação, enquanto ele procurava comicamente os membros da família Dysquith. Ele recebeu feedback positivo por sua excepcional sincronização de personagem com Monty Navarro, mostrando seu talento como ator.

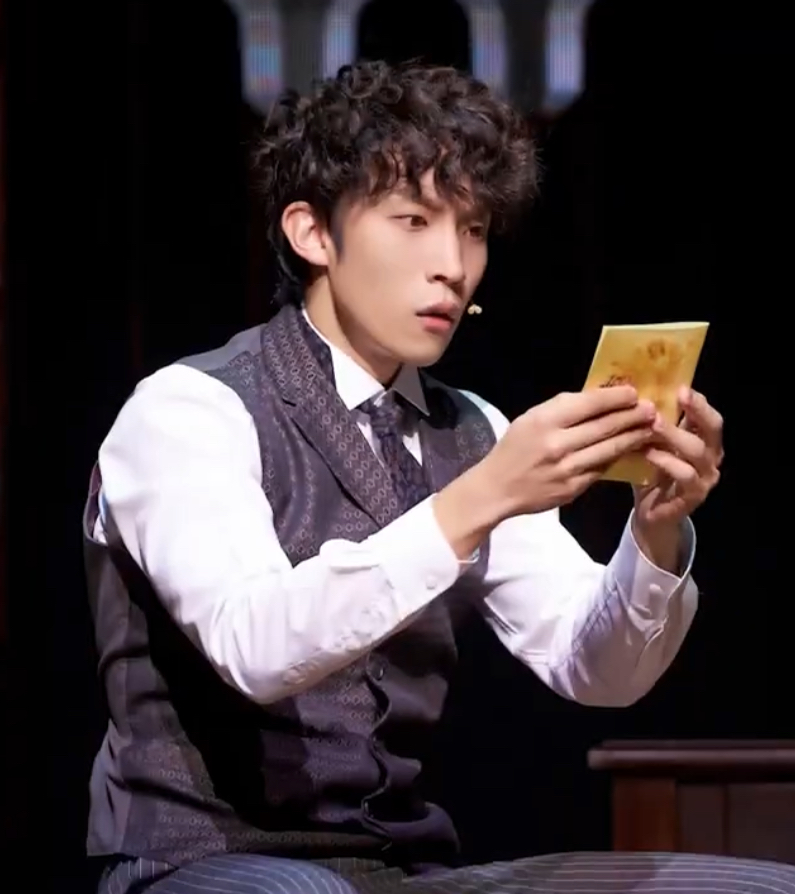
Lee Sang-yi, na peça Love and Murder em fevereiro de 2022

Após seu sucesso em Once Again, Lee permaneceu ocupado em 2021. Em maio de 2021, integrou o elenco de Youth of May. Seu papel foi o de Lee Soo-chan, irmão de Soo-ryeon e filho de Lee Chang-geun. E também em maio de 2021, Lee foi revelado como um dos membros do grupo musical MSG Wannabe, ao ter participado e ganhado uma vaga para a banda, no programa de variedades Hangout with Yoo, fazendo parte da subunidade JSDK.
Em junho de 2021, ele foi confirmado para estrelar no drama da tvN, Hometown Cha-Cha-Cha, no qual interpretou Ji Sung-hyun, um diretor de programa de variedades workaholic.
A partir de novembro de 2021, Lee reprisou seu papel como Monty Navarro no musical A Gentleman's Guide to Love and Murder.
Em novembro de 2021, Lee confirmou sua participação na série da Netflix, Bloodhounds. Ela retrata a história de três jovens que entram no ramo da agiotagem, ao mesmo tempo que entram numa luta para derrotar uma organização rival.
No final de 2021, Lee se tornou MC no MBC Entertainment Awards de 2021, junto com Jun Hyun-moo e Kim Se-jeong.
Em 2023, Lee participou da peça Shakespeare Apaixonado de Kim Dong-yeon, adaptada do filme de 1998 de mesmo nome. Ele compartilhou o papel de William Shakespeare com os atores Jung Moon-sung e Kim Sung-cheol. A peça recebeu críticas favoráveis e o desempenho de Lee foi elogiado pela crítica e público.

## Filmografia

### Filmes
| Ano  | Título                | Papel             | Notas                                                            | Ref.   |
| ---- | --------------------- | ----------------- | ---------------------------------------------------------------- | ------ |
| 2014 | Taxi Driver           | Ji Hoon           | Curta-metragem                                                   |        |
| 2014 | Slow Video            | Policial do rádio |                                                                  |        |
| 2016 | Call Me When You Eat. | Reembolsador      | Universidade Nacional de Artes da Coreia (trabalho de graduação) |        |
| 2016 | Aend                  | Homem             | Universidade Nacional de Artes da Coreia (trabalho de graduação) |        |
| 2016 | Coward                | Púmice            | Curta-metragem                                                   |        |
| 2019 | Battle of Noryang     | Huijung           | Curta-metragem                                                   |        |
| 2020 | Hitman: Agent Jun     | Agente da NIS     |                                                                  |        |
| 2023 | Single in Seoul       | Byeongsu          |                                                                  | [ 28 ] |

### Séries de televisão
| Ano  | Título                         | Papel                  | Notas                 | Ref.          |
| ---- | ------------------------------ | ---------------------- | --------------------- | ------------- |
| 2017 | Manhole                        | Oh Dal-soo             |                       |               |
| 2017 | Andante                        | Moon Sung-Jun          |                       |               |
| 2017 | Prison Playbook                | Oh Dong-hwan           |                       |               |
| 2017 | Oh, the Mysterious             | Economista Lee         |                       |               |
| 2018 | Suits                          | Park Chul-soon         | Cameo (Episódios 1–3) |               |
| 2018 | To. Jenny                      | Yeom Dae-seong         |                       | [ 29 ]        |
| 2018 | Voice                          | Wang Ko                | Cameo (Episódios 6–7) |               |
| 2018 | The Third Charm                | Hyeon sang-hyeon       |                       | [ 29 ]        |
| 2018 | Quiz from God: Reboot          | Park Jae-seung         | Cameo (Episódio 1–2)  |               |
| 2019 | Special Labor Inspector        | Yang Tae-soo           |                       | [ 30 ]        |
| 2019 | The Nokdu Flower               | Comerciante            | Cameo                 |               |
| 2019 | When the Camellia Blooms       | Yang Seung-yeop        |                       | [ 31 ]        |
| 2020 | Once Again                     | Yoon Jae-seok          |                       | [ 32 ]        |
| 2021 | Youth of May                   | Lee Soo-chan           |                       | [ 33 ]        |
| 2021 | Hometown Cha-Cha-Cha           | Ji Seong-hyun          |                       | [ 34 ] [ 35 ] |
| 2021 | Yumi's Cells                   | Ji U-gi                | Cameo (Episódios 1,7) | [ 36 ] [ 37 ] |
| 2022 | Poong, the Joseon Psychiatrist | Kim Yun-gyeom          | Cameo (Episódio 2)    | [ 38 ]        |
| 2023 | Crash Course in Romance        | Youtuber Hack Insa Man | Cameo (Episódio 9)    | [ 39 ] [ 40 ] |
| 2023 | My Demon                       | Joo Seok-hoon          |                       | [ 41 ]        |

### Webséries
| Ano  | Título                 | Papel         | Ref.          |
| ---- | ---------------------- | ------------- | ------------- |
| 2023 | Bloodhounds            | Hong Woo-jin  | [ 42 ]        |
| 2023 | Han River              | Ko Ki-seok    | [ 43 ] [ 44 ] |
| 2024 | Because I Want No Loss | Bok Gyu-hyeon | [ 45 ]        |

### Programas de televisão
| Ano  | Título                                 | Papel            | Notas                                  | Ref.          |
| ---- | -------------------------------------- | ---------------- | -------------------------------------- | ------------- |
| 2020 | Law of the Jungle in Ulleungdo & Dokdo | Membro do elenco | Episódios 430–431                      | [ 46 ] [ 47 ] |
| 2021 | Hangout with Yoo                       | Membro do elenco | Membro (MSG Wannabe); Episódios 90–101 | [ 48 ]        |
| 2022 | Besties in Wonderland                  | Membro do elenco |                                        | [ 49 ]        |

### MC (Anfitrião oficial)
| Ano  | Evento                           | Notas                           | Ref.   |
| ---- | -------------------------------- | ------------------------------- | ------ |
| 2021 | MBC Entertainment Awards de 2021 | com Jun Hyun-moo e Kim Se-jeong | [ 25 ] |

### Vídeos de música
| Ano  | Título da música                                    | Artista         | Ref.   |
| ---- | --------------------------------------------------- | --------------- | ------ |
| 2018 | "I Forgot" (잊고 지냈었다)                          | Ji Ji-jin       |        |
| 2016 | "Signal of 1 billion light years" (10억광년의 신호) | Lee Seung-hwan  |        |
| 2022 | "Do You Want to Hear" (듣고 싶을까)                 | MSG Wannabe MOM | [ 50 ] |

## Teatro

### Musicais
| Ano       | Título                                 | Papel         | Ref.          |
| --------- | -------------------------------------- | ------------- | ------------- |
| 2013      | How to Make a Star                     | Minseop       |               |
| 2013      | X-Wedding                              | Namorado      |               |
| 2014      | Sarah's House                          | Nasa          |               |
| 2014      | Grease                                 | Doody         |               |
| 2015      | Runway Beat                            | Dandy         |               |
| 2015      | Legendary Little Basketball Team       | Seungwoo      |               |
| 2015      | Bare: The Musical                      | Peter         | [ 51 ]        |
| 2015      | Infinite Power                         | Jang Seon-jae | [ 52 ]        |
| 2016      | Thrill Me                              | Me            | [ 53 ]        |
| 2016      | In the Heights                         | Benny         | [ 54 ]        |
| 2016      | Experimental Boy                       | Kevin         |               |
| 2016      | Me and Natasha and the White Donkey    | Baek Seok     | [ 55 ] [ 56 ] |
| 2018      | Red Book                               | Brown         | [ 57 ]        |
| 2018      | Il Tenore                              | Lee Su-han    |               |
| 2020–2021 | A Gentleman's Guide to Love and Murder | Monty Navarro | [ 19 ]        |
| 2021–2022 | A Gentleman's Guide to Love and Murder | Monty Navarro | [ 58 ]        |

### Peças
| Ano  | Título                        | Papel               | Ref.          |
| ---- | ----------------------------- | ------------------- | ------------- |
| 2016 | Real Solution                 | Yoo Min-jun         |               |
| 2017 | Crazy Kiss                    | Jang Jung           |               |
| 2017 | Guards at the Taj             | Babur               | [ 59 ]        |
| 2019 | The Legend of Georgia McBride | Casey               | [ 60 ] [ 61 ] |
| 2023 | Shakespeare in Love           | William Shakespeare | [ 62 ]        |

## Discografia

### Aparições em trilhas sonoras
| Ano  | Título                                                        | Álbum                    | Ref.   |
| ---- | ------------------------------------------------------------- | ------------------------ | ------ |
| 2018 | "Grab Me" (cover Choi Nakta) (Kim Sung-cheol com Lee Sang-yi) | To. Jenny OST Part 1     |        |
| 2020 | "Why Am I Like This" (내가 왜 이렇게)                         | Once Again OST Part 5    |        |
| 2021 | "Hope for Happiness" (행복했으면 좋겠어)                      | Hometown Cha-Cha-Cha OST | [ 63 ] |

### Com o MSG Wannabe
| Ano  | Título                                                                      | Álbum                               |
| ---- | --------------------------------------------------------------------------- | ----------------------------------- |
| 2021 | "Journey To Atlantis" (상상더하기) (com MSG Wannabe)                        | MSG Wannabe Top 8 Performance Songs |
| 2021 | "Resignation" (체념) (com Kim Jung-min, Simon Dominic e Lee Sang-yi)        | MSG Wannabe Top 8 Performance Songs |
| 2021 | "Only You" (나를 아는 사람) (com Kim Jung-min, Simon Dominic e Lee Sang-yi) | MSG Wannabe 1st Álbum               |
| 2021 | "I Love You" (난 너를 사랑해) (com MSG Wannabe)                             | MSG Wannabe 1st Álbum               |

## Prêmios e indicações
| Cerimônia de premiação   | Ano  | Categoria                                    | Nomeado/ Trabalho                      | Resultado | Ref.   |
| ------------------------ | ---- | -------------------------------------------- | -------------------------------------- | --------- | ------ |
| APAN Star Awards         | 2021 | Prêmio de Excelência, Ator em Série de Drama | Once Again                             | Venceu    | [ 64 ] |
| Asia Model Awards        | 2021 | Prêmio de Estrela Popular                    | Hometown Cha-Cha-Cha, Youth of May     | Venceu    | [ 65 ] |
| Brand of the Year Awards | 2021 | Ator em Ascensão                             | Lee Sang-yi                            | Indicado  |        |
| KBS Drama Awards         | 2020 | Melhor Ator Revelação                        | Once Again                             | Venceu    | [ 66 ] |
| KBS Drama Awards         | 2020 | Prêmio do Internauta, Ator                   | Once Again                             | Indicado  | [ 66 ] |
| KBS Drama Awards         | 2020 | Prêmio de Melhor Casal                       | Lee Sang-yi com Lee Cho-hee Once Again | Venceu    | [ 67 ] |
| KBS Drama Awards         | 2021 | Melhor Ator Coadjuvante                      | Youth of May                           | Indicado  | [ 68 ] |
| Korea Drama Awards       | 2023 | Prêmio de Excelência, Ator                   | Bloodhounds                            | Venceu    | [ 69 ] |
| Korea Musical Awards     | 2017 | Melhor Ator Revelação                        | Me and Natasha and the White Donkey    | Indicado  | [ 70 ] |
| MBC Entertainment Awards | 2021 | Prêmio de Melhor Trabalho em Equipe          | Hangout with Yoo                       | Venceu    | [ 71 ] |
| Yegreen Musical Awards   | 2016 | Melhor Ator Revelação                        | Infinite Power                         | Indicado  |        |